# Residencia de Michel Assad
La Residencia de Michel Assad está ubicada en el distrito de Ipiranga de São Paulo (Brasil). Fue construida en 1924 por Malta & Guedes Ltd a pedido de Michel Assad. La propiedad está ubicada en un lote desnivelado, donde se unen dos calles: Rua Costa Aguiar y Rua dos Patriotas.
Estos edificios, a través de la Arquitectura, revelan el patrimonio cultural traído por la inmigración a São Paulo y la historia de la colonia libanesa.

## Historia
El palacio fue hogar de la familia Jafet, una familia de inmigrantes libaneses que se establecieron en São Paulo a fines del siglo XIX. Fue construido en 1924 por Malta & Guedes Ltd a pedido de Michel Assad. La mansión fue construida en un gran terreno con un extenso jardín y adyacente a la propiedad que pertenecía al hermano de Michel, Chucri Assad. La construcción se llevó a cabo poco después del final de la Primera Guerra Mundial, cuando Ipiranga comenzó a fortalecerse con la construcción de mansiones para familias árabes, especialmente las ubicadas en Rua Bom Pastor y sus alrededores.

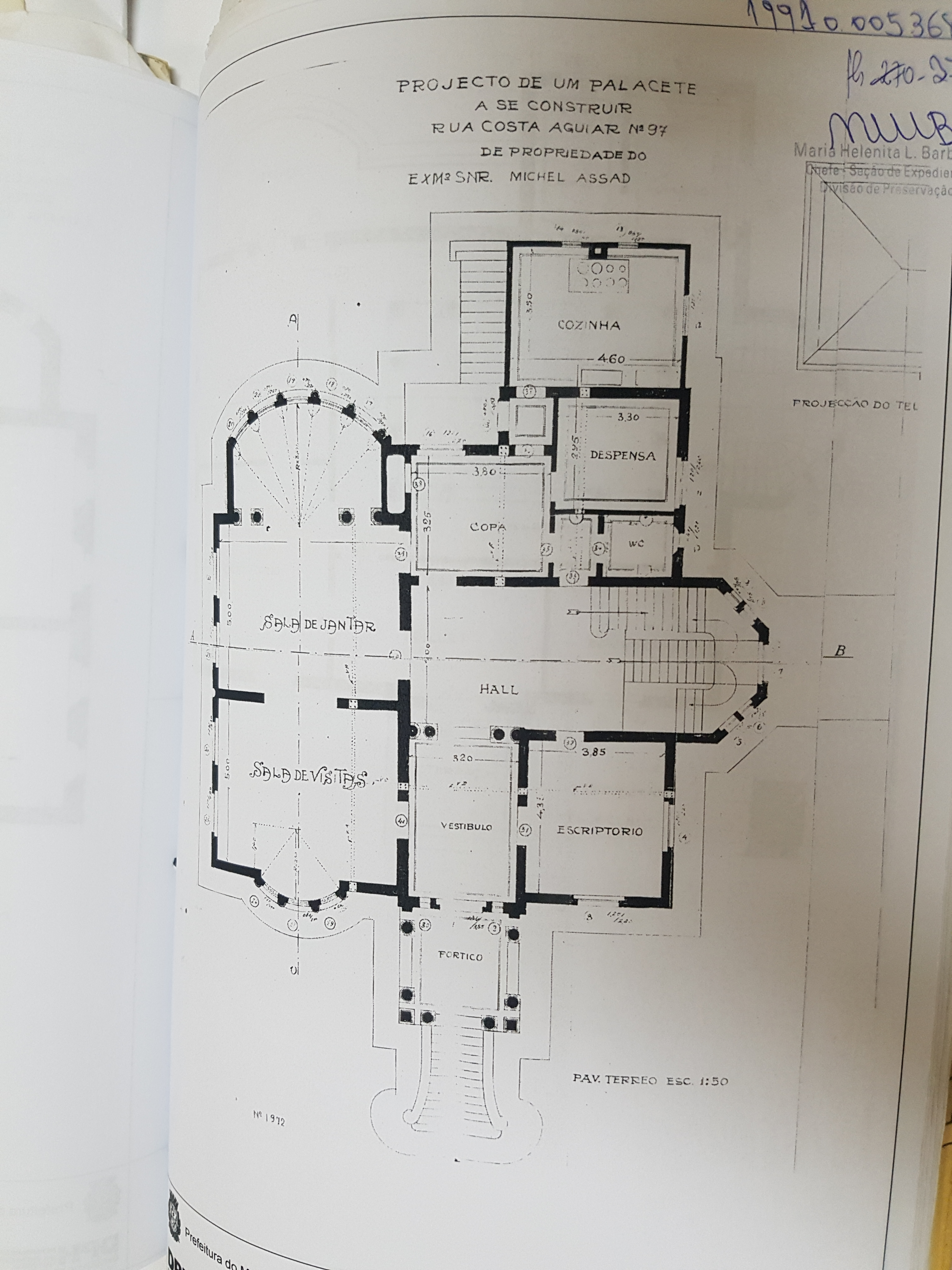
Proyecto de planta baja de la residencia de Michel Assad.

La propiedad ubicada en Rua Costa Aguiar, número 1055, es imponente en el paisaje de la calle. El edificio comprende jardines con vegetación arbustiva en el retranqueo frontal y una importante masa arbórea en los retranqueos laterales y traseros. Tiene influencia neoclásica identificada en las fachadas, con columnas rematadas por un ornamentado entablamento y una terraza, escalera de acceso centralizada, suave saliente del cuerpo central, sótano elevado y plataforma de balaustrada sellando el vista del techo.
Internamente, el edificio es menos sobrio en el uso de la ornamentación que en el exterior, como lo demuestran los ornamentos presentes en los techos, paredes y marcos de las puertas. También es posible notar la presencia de columnas jónicas y arcos como elementos divisorios de ambientes. La galería que rodea las habitaciones de la planta superior es rica en detalles, utilizando sucesivas columnas y arcos de diferentes tamaños, provocando un efecto plástico.
La casa tiene dos plantas, donde las habitaciones se distribuyen de la siguiente manera: en la planta baja, después de entrar por el portón, se enfrenta a un vestíbulo. A la derecha hay una oficina ya la izquierda una sala de estar que da a un comedor. Desde el comedor se puede salir al recibidor principal, que da acceso a la planta superior oa la despensa. Desde la despensa se puede llegar al aseo y al baño, oa la despensa. Por último, la planta inferior dispone de una cocina, con algo más de 16 m² de superficie. Al subir las escaleras que conducen al piso superior, encontrarás una galería repleta de pinturas y sostenida por doce pilastras. A la derecha de la escalera hay un lavabo, con una superficie de 6,6 m² y un baño con una superficie de 8,25 m². Continuando se accede a uno de los dormitorios, este tiene un espacio exterior – terraza, con vista a la parte trasera de la casa. El dormitorio también da acceso al dormitorio contiguo, un poco más grande, y éste dispone de aseo, funcionando como si de una suite se tratase. Este aseo es la única forma de acceder a la terraza delantera de la planta superior de la vivienda. Finalmente, a la izquierda de la escalera hay un pasaje al último dormitorio de la propiedad, este es un poco más pequeño y no tiene terraza ni baño compartido.

## Importancia histórica y cultural
El inmueble de la Rua Costa Aguiar fue catalogado en el mismo proceso que otros inmuebles de la Familia Jafet, ubicados en la Rua Bom Pastor, números 730, 798, 801 y 825 y en la Rua Costa Aguiar 1013. Las propiedades de estilo ecléctico son grandes casonas construidas a principios del siglo XX, ubicadas en amplios lotes, con importante vegetación e incluso con algunas especies de plantas no autóctonas. Estas mansiones conservan sus características originales tales como: la ornamentación masiva de las fachadas e interiores; el tratamiento de hierro de los portones, puertas, marcos, balcones y pasamanos, los vitrales, los pisos de mármol de diseño, las fuentes, las columnas; reflejando las diversas influencias recibidas de la arquitectura europea. Además de implantarse en lotes de intensa vegetación, lo que implica una valorización ambiental.

### Declaración patrimonial

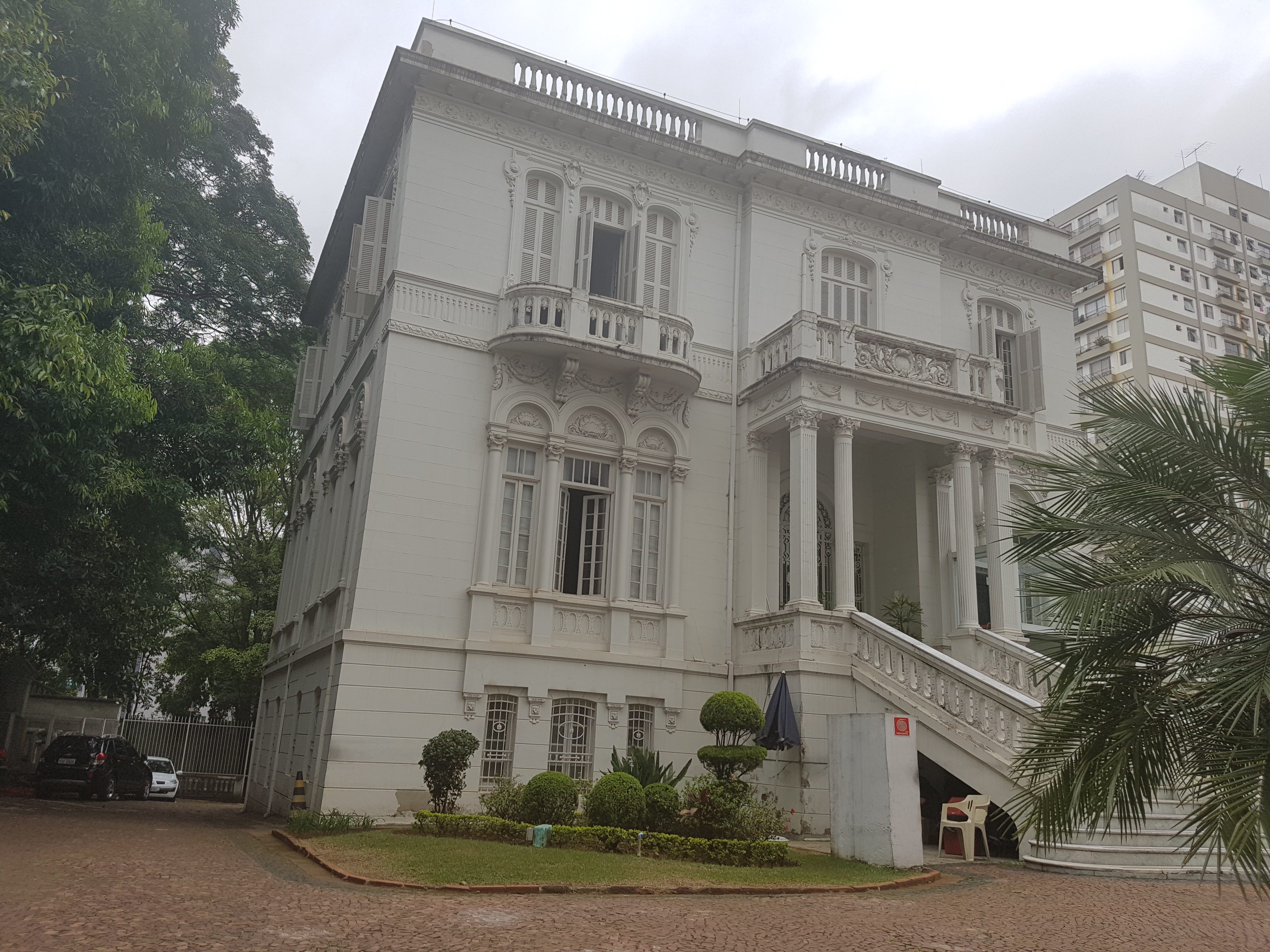
Frente a la izquierda de la residencia de Michel Assad

Por decisión unánime de los Directores presentes en la reunión del 21 de junio de 1991, el Consejo Municipal de Preservación del Patrimonio Histórico, Cultural y Ambiental de la Ciudad de São Paulo (Conpresp) abrió el proceso de catalogación de los inmuebles ubicados en Rua Bom Pastor, números 730, 798, 801 y 825, en la calle Costa Aguiar 1013 y 1055. El proceso fue previamente sugerido el 26 de abril de 1990 por la Associação Cultural Pró-Parque Modernista y la Sociedade de Preservação e Resgate de Paranapiacaba, entidades sin fines lucrativos que iniciaron el estudio con el objetivo de listar los bienes mencionados.
En el mismo año, el proceso pasó por manos de un investigador de asuntos culturales, del Departamento de Patrimonio Histórico de São Paulo y del Director de la División Técnica de Preservación del DPH. En julio de 2005, por unanimidad, el cabildo aprobó el proceso de cotización, cuyo auto fue aceptado y publicado en diciembre del mismo año.
En la decisión de catalogación, el organismo responsable, Conpresp, consideró el valor arquitectónico, ambiental, histórico y paisajístico, formado por las edificaciones presentes en el barrio de Ipiranga, además de considerar la importancia de preservar la historia de una de las familias pioneras. de inmigrantes libaneses en la ciudad de São Paulo y que trajo un intenso progreso al barrio y al municipio. Finalmente, la Conpresp consideró que los edificios son, hoy, un hito para la ciudad.

## Estado actual
A medida que morían los familiares vinculados a Michel Assad, los parientes que vivían en propiedades grandiosas como esta vinculada a la familia Jafet y Assad se volvieron cada vez más raros. Incluso, algunas casonas fueron demolidas, pero, gracias al histórico proceso de hito, la gran mayoría resiste hasta el día de hoy. A punto de cumplir cien años desde su creación, la mansión de Rua Costa Aguiar, 1055, está muy bien conservada, con condiciones muy satisfactorias, tanto interna como externamente. La casa solo necesita un buen trabajo de pintura.

## Galería

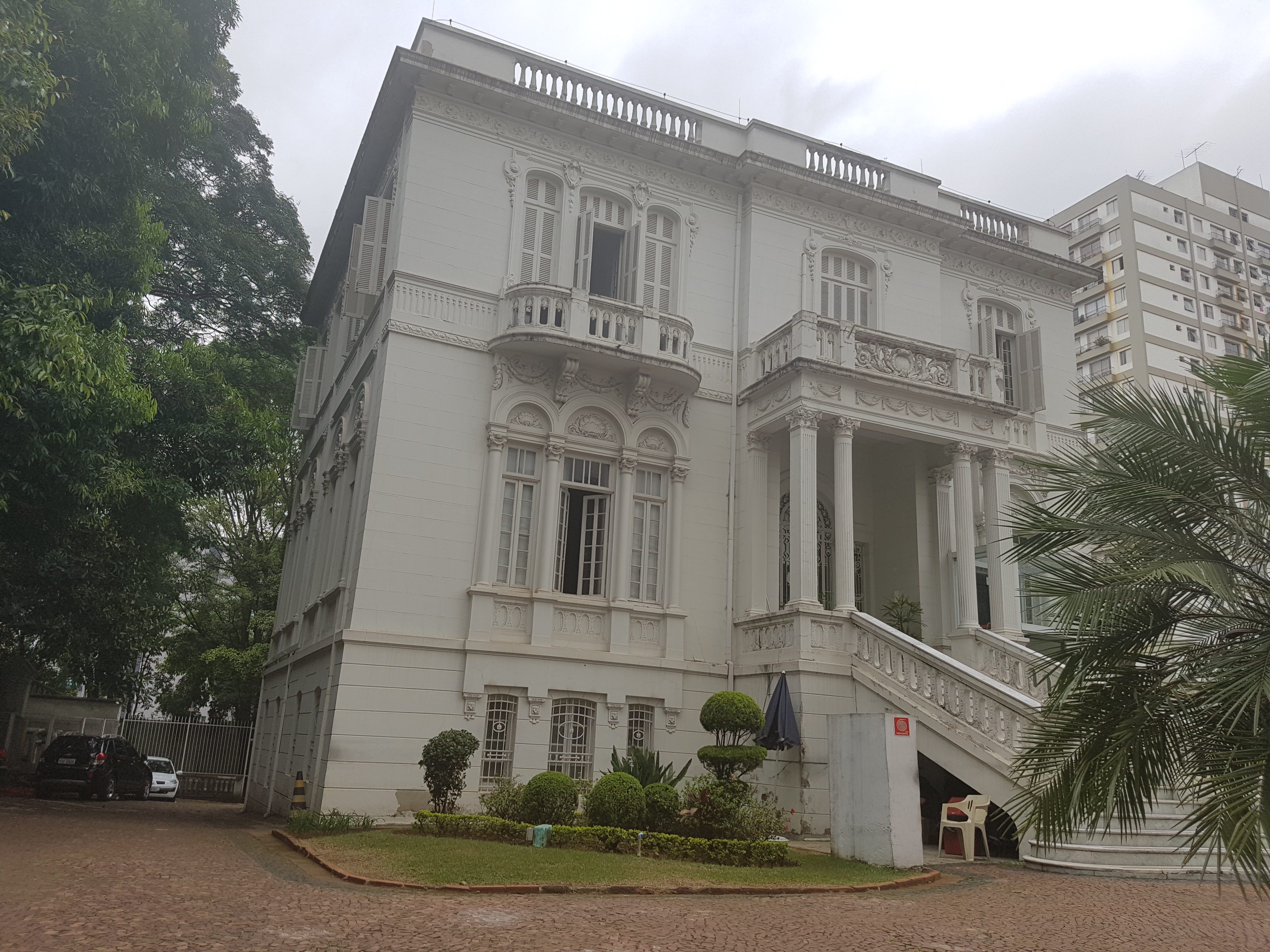
Frente izquierdo
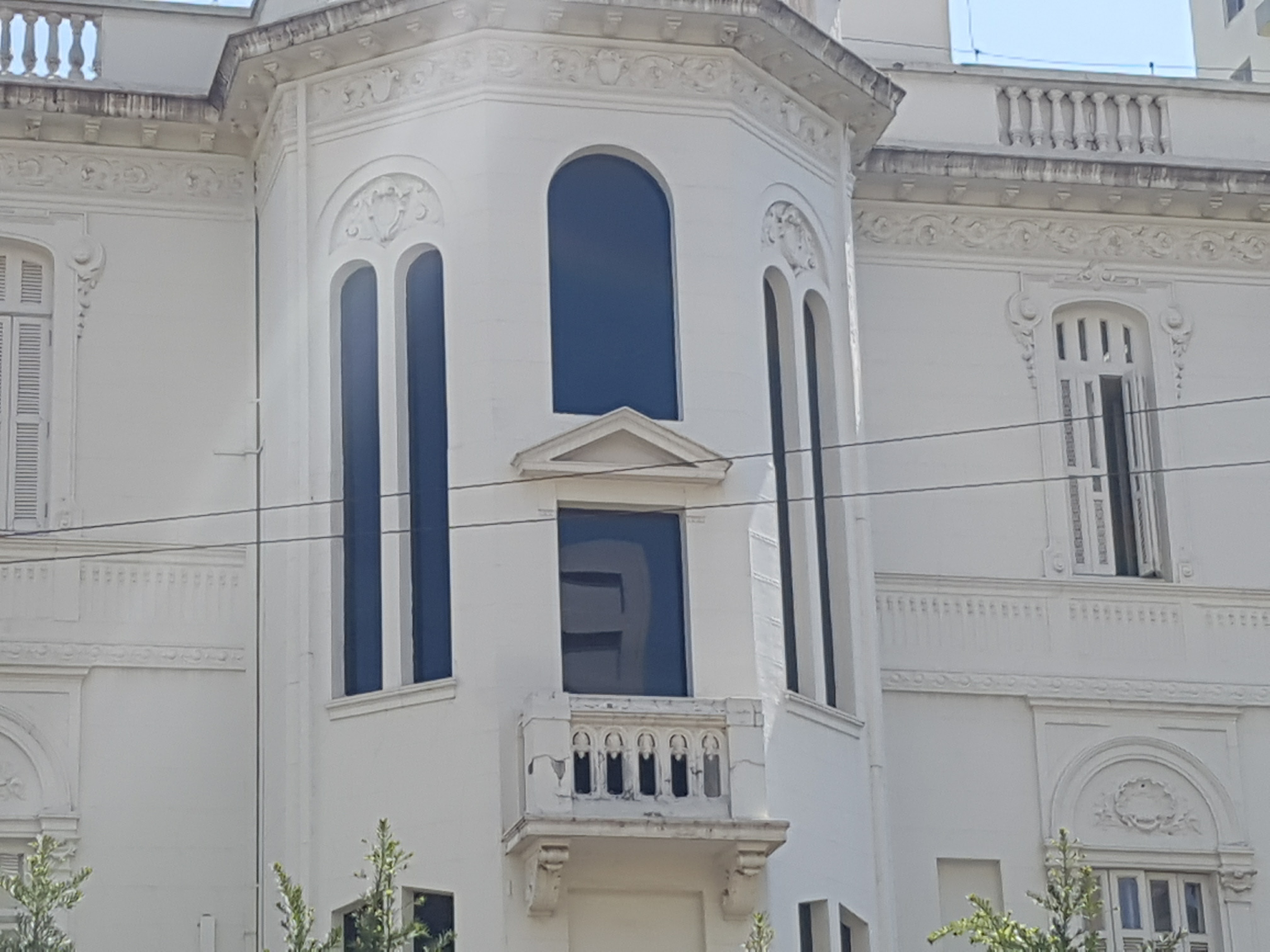
Ventana de la habitación ubicada en la parte superior derecha
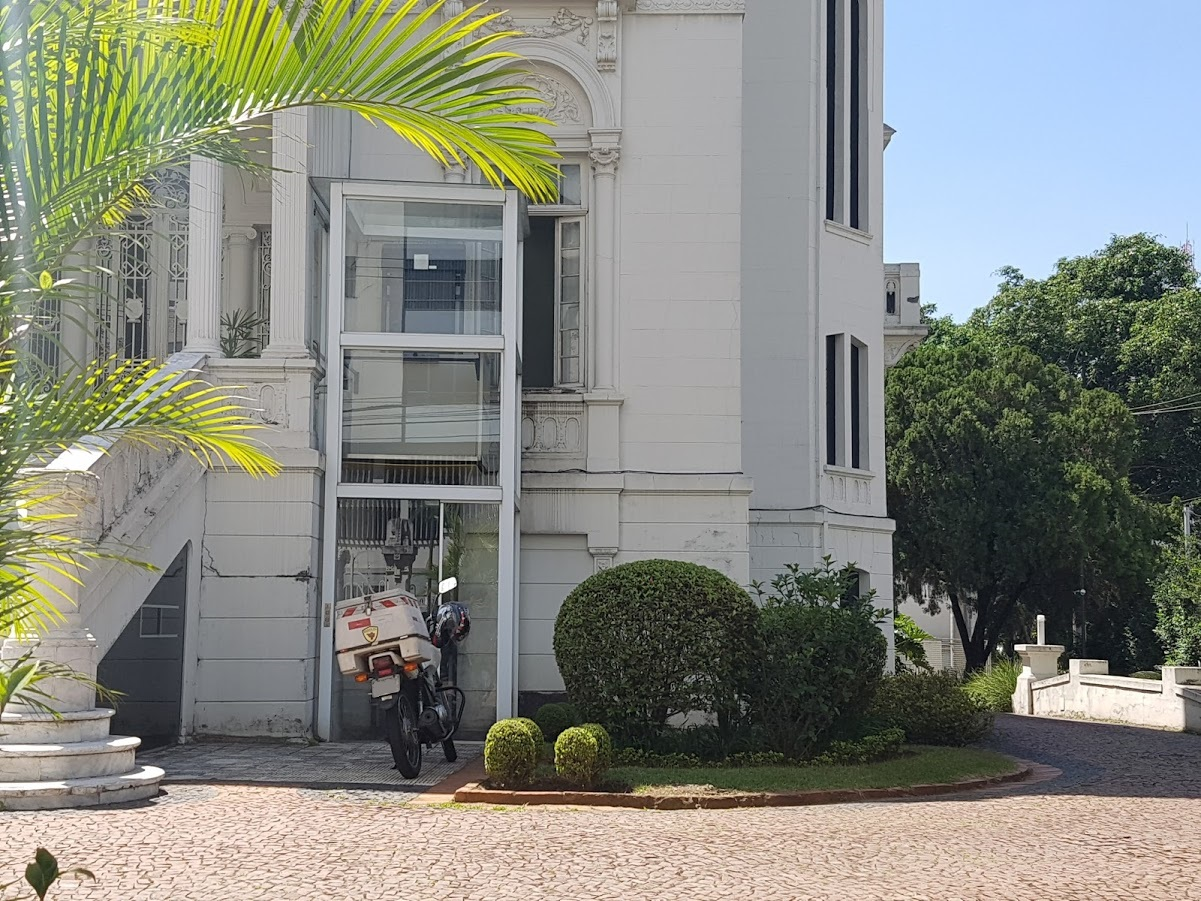
Delantero derecho, destacando el ascensor accesible
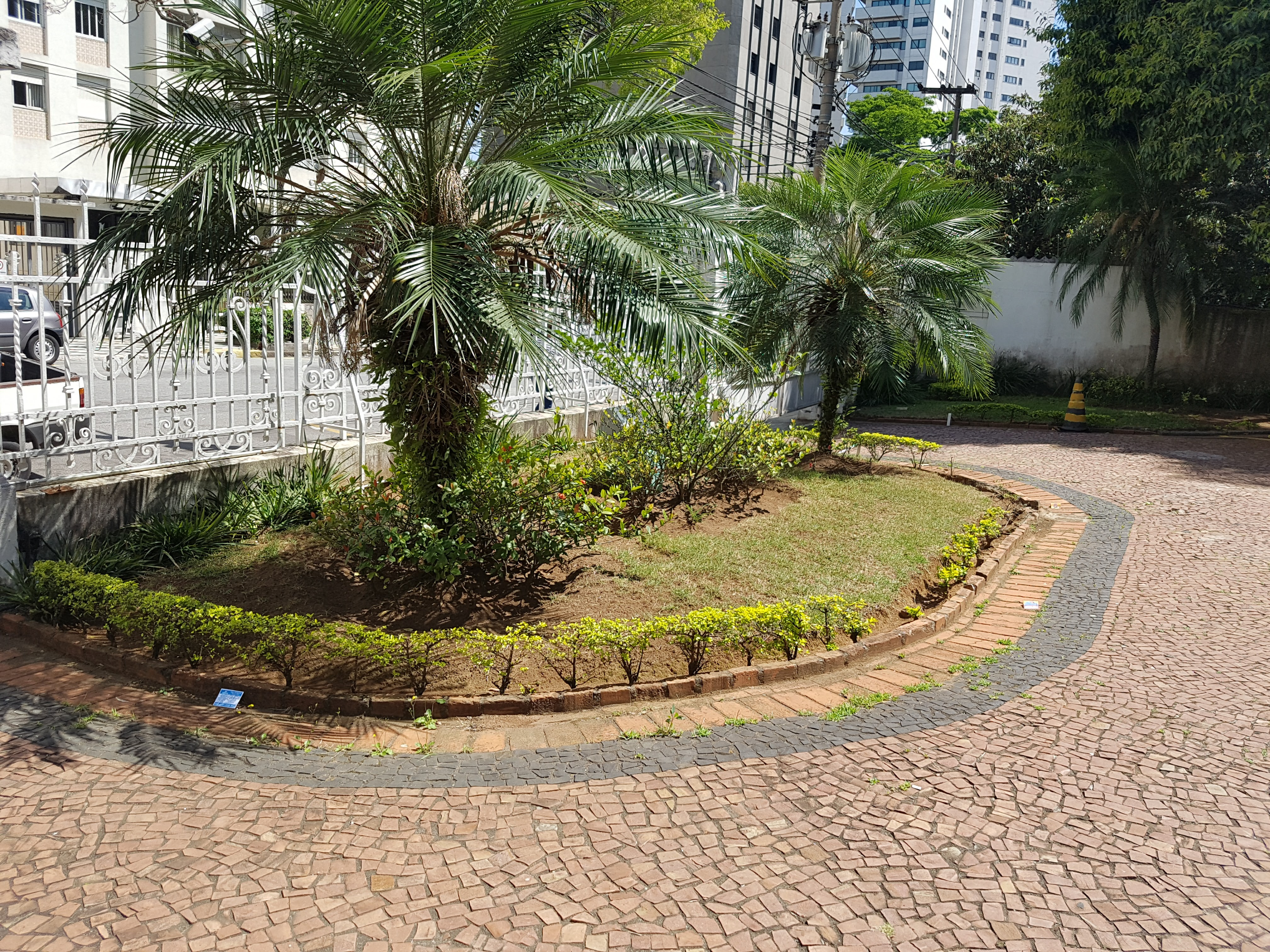
Jardín a la izquierda
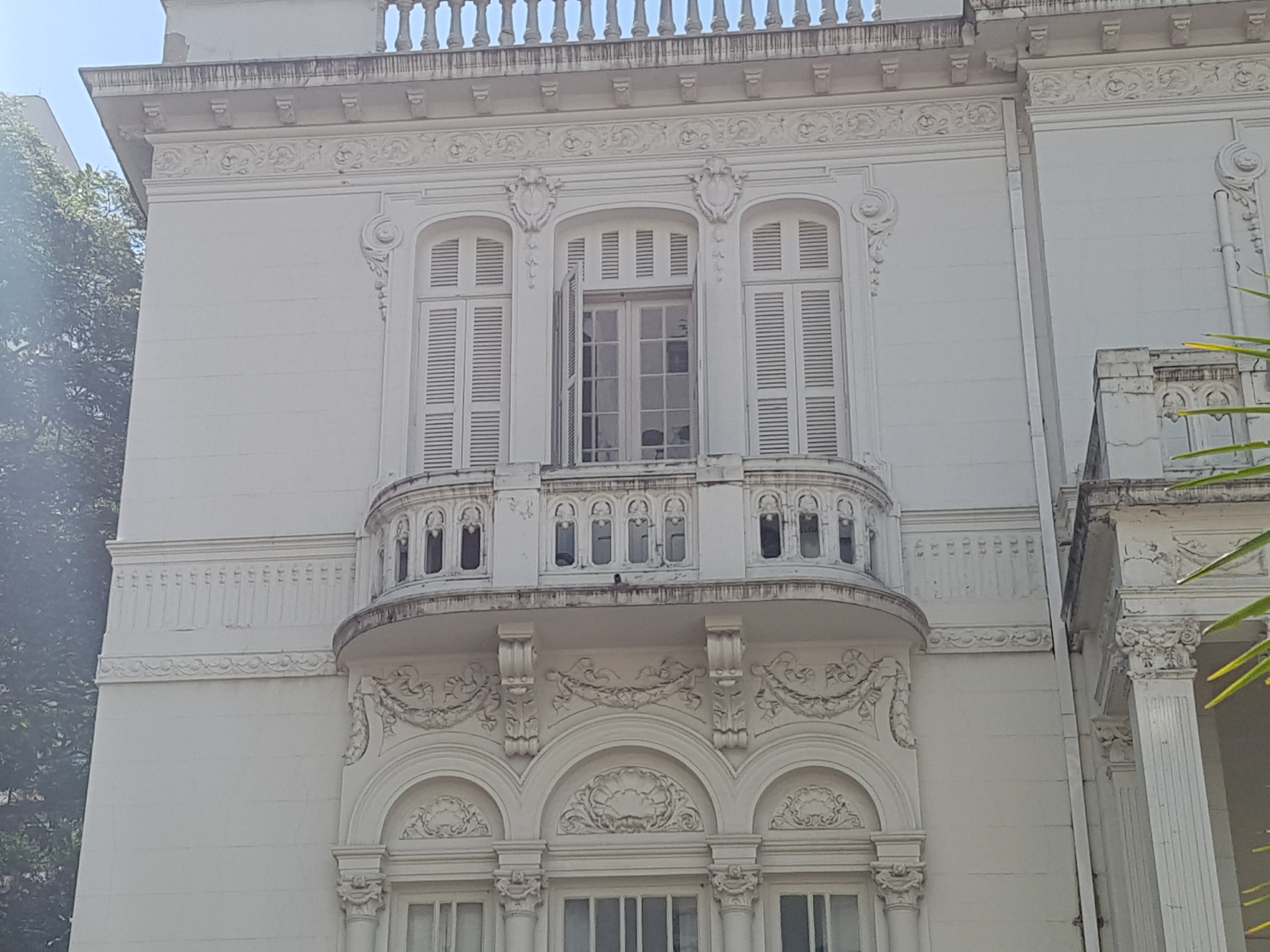
Ventana de uno de los dormitorios, ubicado en la habitación superior a la izquierda
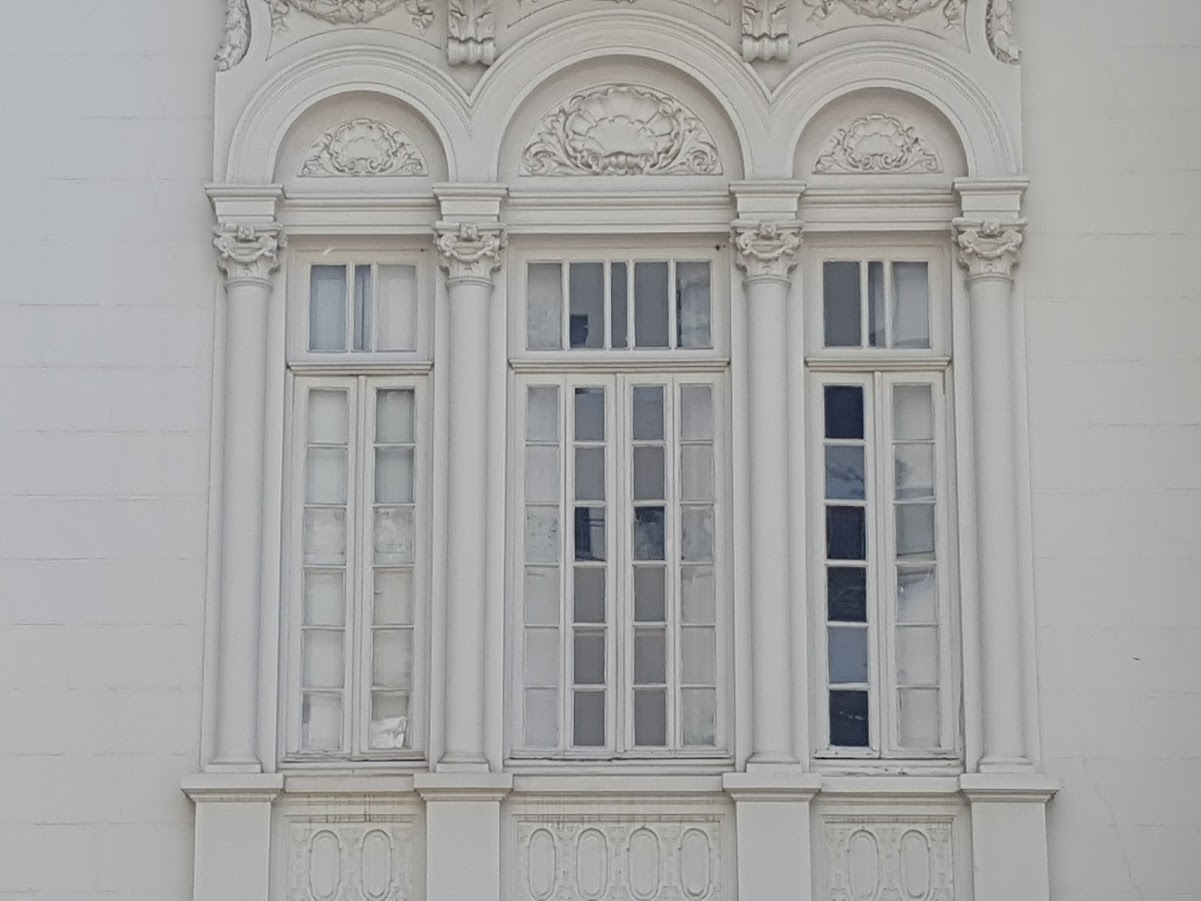
Ventana de la habitación inferior a la izquierda
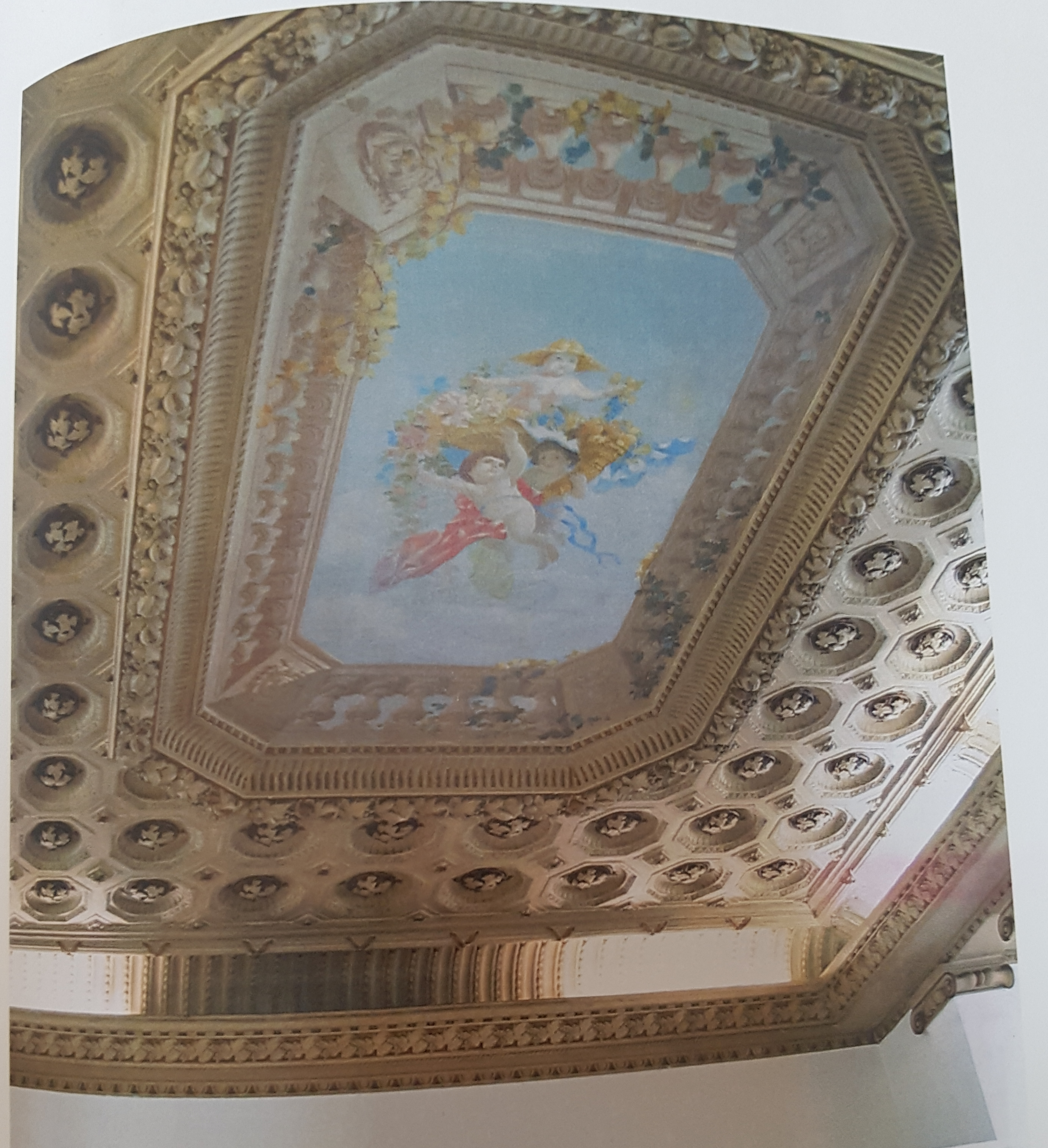
Techo de la planta baja
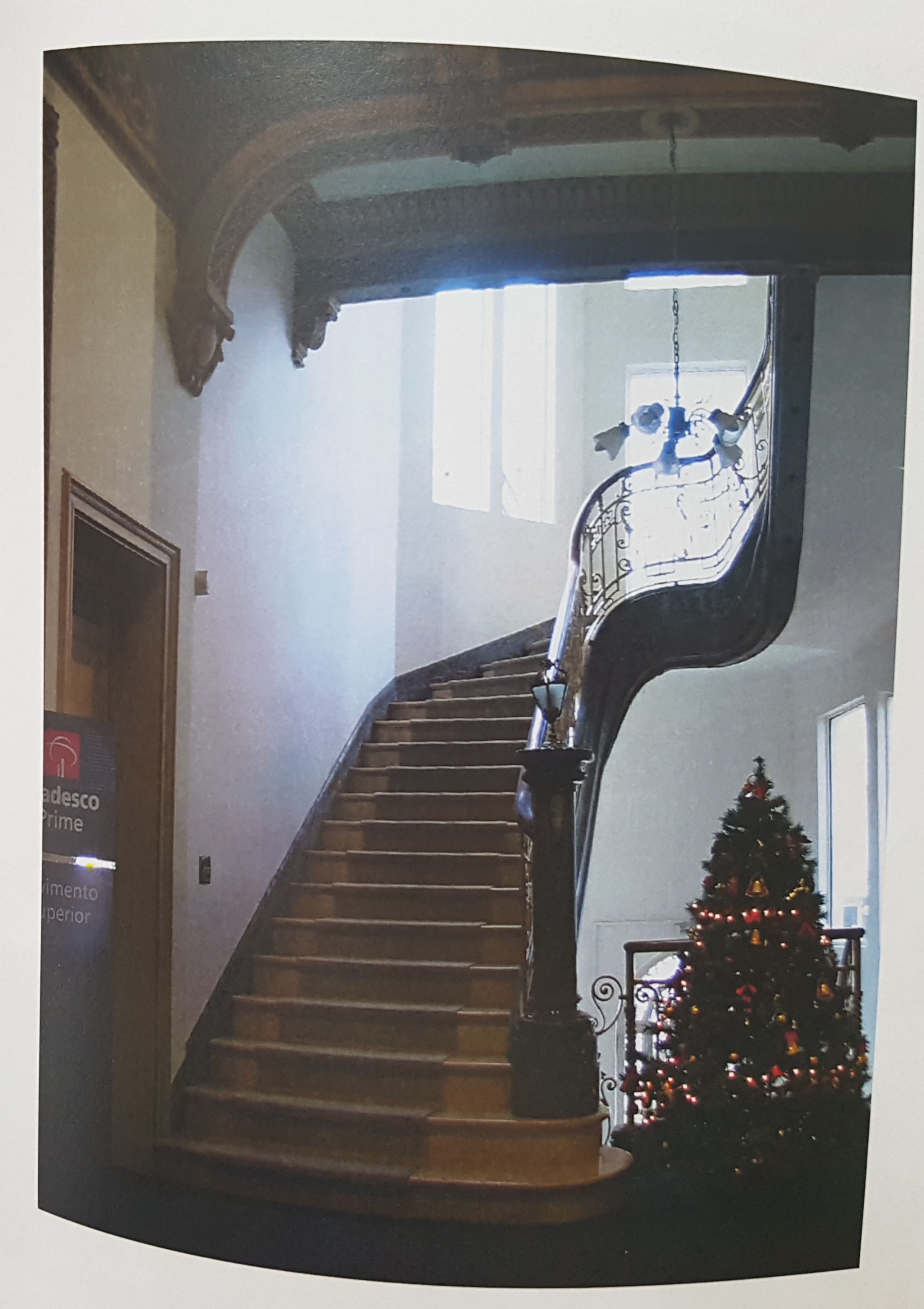
Escalera interior
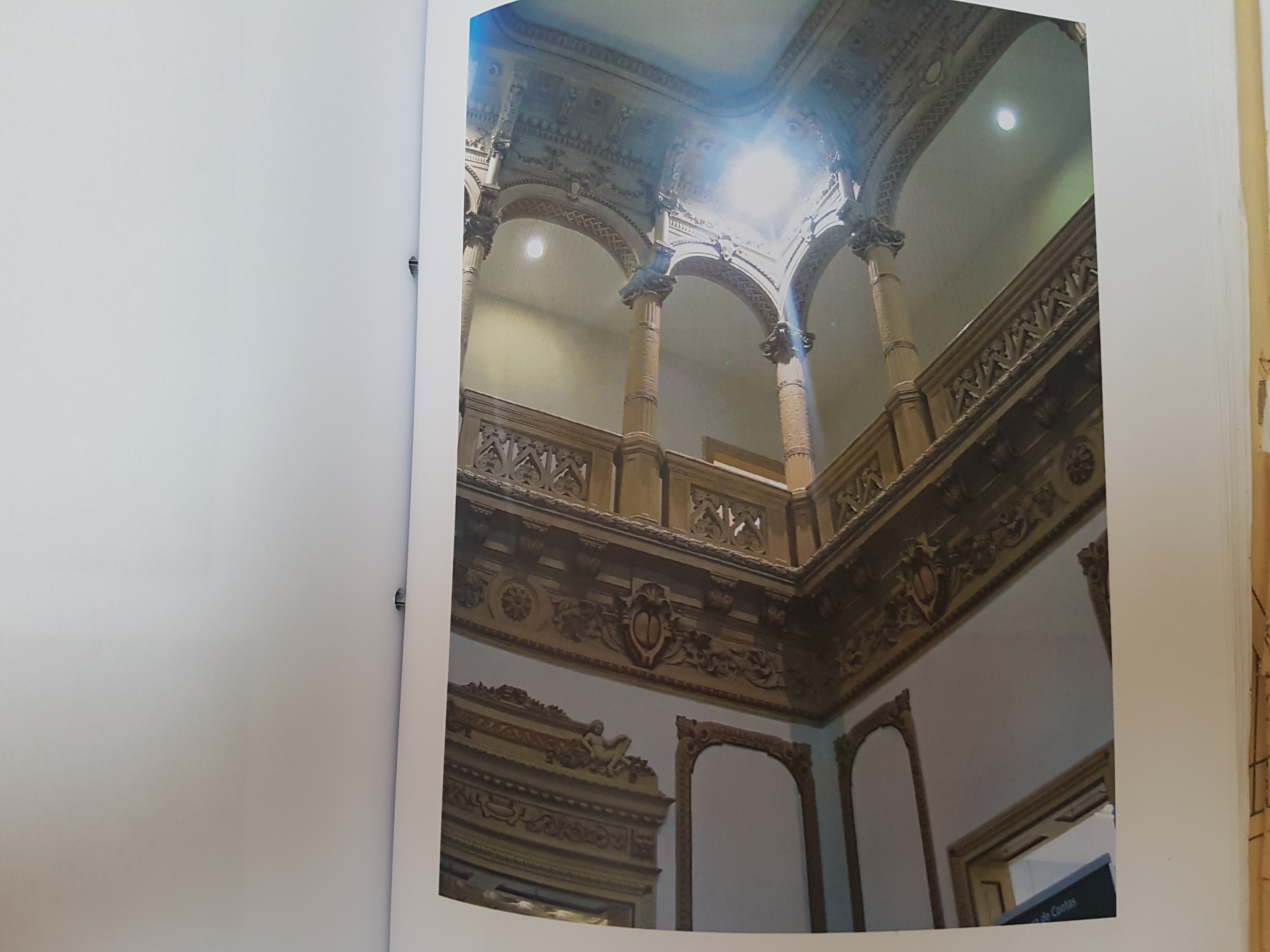
Detalles de las pilastras y pasamanos, ubicados en el piso superior